# Menecmo
Menecmo (in greco antico: Μέναιχμος?, Ménaichmos; 380 a.C. circa – 320 a.C. circa) è stato un matematico greco antico, studioso di geometria.

## Biografia
- In rosso il cerchio
- In giallo l'ellisse
- In verde la parabola
- In blu l'iperbole

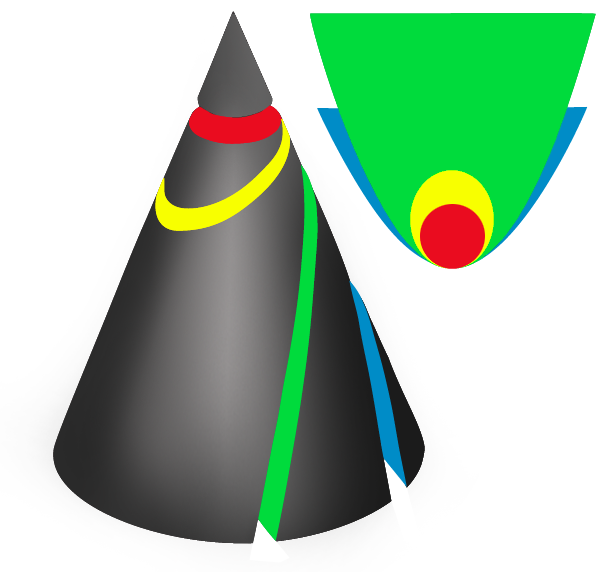
Sezioni di un cono.

Egli nacque probabilmente ad Apeconesso, località della Tracia che oggi fa parte della Turchia, ed è noto per la sua basilare scoperta delle sezioni coniche e per aver dato una soluzione a quello che allora era un annoso problema: quello della duplicazione del cubo; per farlo egli si servì della parabola e dell'iperbole. 
Ci sono poche fonti dirette sulle opere di Menecmo: si sa in particolare della sua amicizia con il filosofo Platone. Egli studia le sezioni coniche ed è il primo a mostrare che ellissi, parabole ed iperboli si possono ottenere tagliando un cono con un piano non parallelo alla base. Si ritiene, in generale, che non sia stato Menecmo ad inventare i nomi di parabola ed iperbole; si riteneva piuttosto che queste fossero state inventate da Apollonio più tardi. Tuttavia, recenti scoperte riguardanti Diocle mostrano che i nomi di parabola e iperbole siano state usate prima di Apollonio. 
Menecmo ha fatto le sue scoperte sulle sezioni coniche mentre stava cercando di risolvere il problema di individuare il lato di un cubo avente volume doppio di un cubo dato (problema della duplicazione del cubo). La soluzione data da Menecmo è descritta da Eutocio nel suo commentario all'opera di Archimede Sulla sfera e il cilindro. 
L'opera di Menecmo sulle sezioni coniche è nota essenzialmente grazie ad un epigramma di Eratostene e alla scoperta di suo fratello Dinostrato del metodo che si serve della quadratrice per costruire un quadrato di area uguale ad un cerchio dato (cioè per la scoperta di un procedimento per risolvere il problema della quadratura del cerchio) è nota unicamente dagli scritti di Proclo. Proclo afferma anche che Menecmo era un allievo di Eudosso. 
Vi è in Plutarco una curiosa affermazione sul fatto che Platone disapprovasse che Menecmo fosse arrivato alla soluzione del problema della duplicazione del cubo attraverso dispositivi meccanici. Tuttavia la dimostrazione descritta da Eutocio non sembra coinvolgere dispositivi meccanici. Gli esperti hanno discusso sulla possibilità che Menecmo abbia usato dispositivi meccanici per disegnare le sue curve. 
Si dice che Menecmo sia stato tutore di Alessandro Magno; questa credenza deriva da un aneddoto. Ad Alessandro, che gli chiedeva di fargli conoscere un metodo facile per capire la geometria, Menecmo avrebbe risposto: O Re, per viaggiare da un luogo all'altro ci sono strade per il Re e strade per il popolo, ma in geometria c'è un'unica strada per tutti (Beckmann, 1989, pag. 34). Tuttavia questa frase è anche stata attribuita prima a Giovanni Stobeo vissuto nella seconda metà del V secolo d.C. Quindi è incerto se Menecmo sia realmente stato maestro di Alessandro; è, però, possibile che Aristotele abbia stabilito un collegamento fra i due. 
Menecmo si è occupato anche di altre questioni: Teone di Smirne afferma che egli era sostenitore della teoria astronomica delle sfere omocentriche avanzata da Eudosso. Proclo afferma che Menecmo abbia studiato anche la struttura degli enunciati della matematica, dedicandosi alla logica ed alla distinzione fra teoremi e problemi. 
Quando sia morto precisamente, non è certo; tuttavia gli studiosi contemporanei concordano nell'affermare che morì a Cizico.